# Hässelmara, Värmdö kommun
Hässelmara är en tidigare småort i Värmdö kommun, belägen på Fågelbrolandet. Vid 2015 års småortsavgränsning hade småorten vuxit samman med tätorten Stavsnäs.